# Sully Prudhomme
René François Armand ”Sully” Prudhomme, född 16 mars 1839 i Paris i Frankrike, död 7 september 1907 i Châtenay-Malabry i Frankrike, var en fransk poet. Han tog emot det första Nobelpriset i litteratur 1901.

## Liv
Den allra första nobelpristagaren i litteratur var i första hand poet men även en flitig essäskribent. Han ville helst bli ingenjör, men utbildade sig till jurist och träffade bland studenterna litteraturintresserade som fick in honom på poesiskrivande. Han debuterade 1865 med diktsamlingen Stances et Poèmes som på en gång gjorde honom erkänd inom litteraturkretsar. Prudhommes poesi kan räknas som idealistisk och tillhörande parnasskolan. Hans tidigare produktion var ganska sentimental och romantiskt inriktad medan hans senare hade mer filosofiska ambitioner. Han blev ledamot av Franska akademien 1881.

## Nobelpriset i litteratur
Prudhomme tilldelades det första Nobelpriset i litteratur som delades ut 1901. Motiveringen löd:
| ”                    | såsom ett erkännande av hans utmärkta, jämväl under senare år ådagalagda förtjänster som författare och särskilt av hans om hög idealitet, konstnärlig fulländning samt sällspord förening av hjärtats och snillets egenskaper vittnande diktning | „ |
| – Svenska Akademien, | |   |

### Kritik
August Strindberg skrev i en artikel som ingår i Samlade skrifter att Nobelpriset hade tilldelats en ovärdig som knappast var diktare. Att Prudhomme fick priset berodde enligt Strindberg på att han tillhörde Franska akademien och att Svenska Akademien därigenom ville träda fram ur sin glömska.